# Hömb

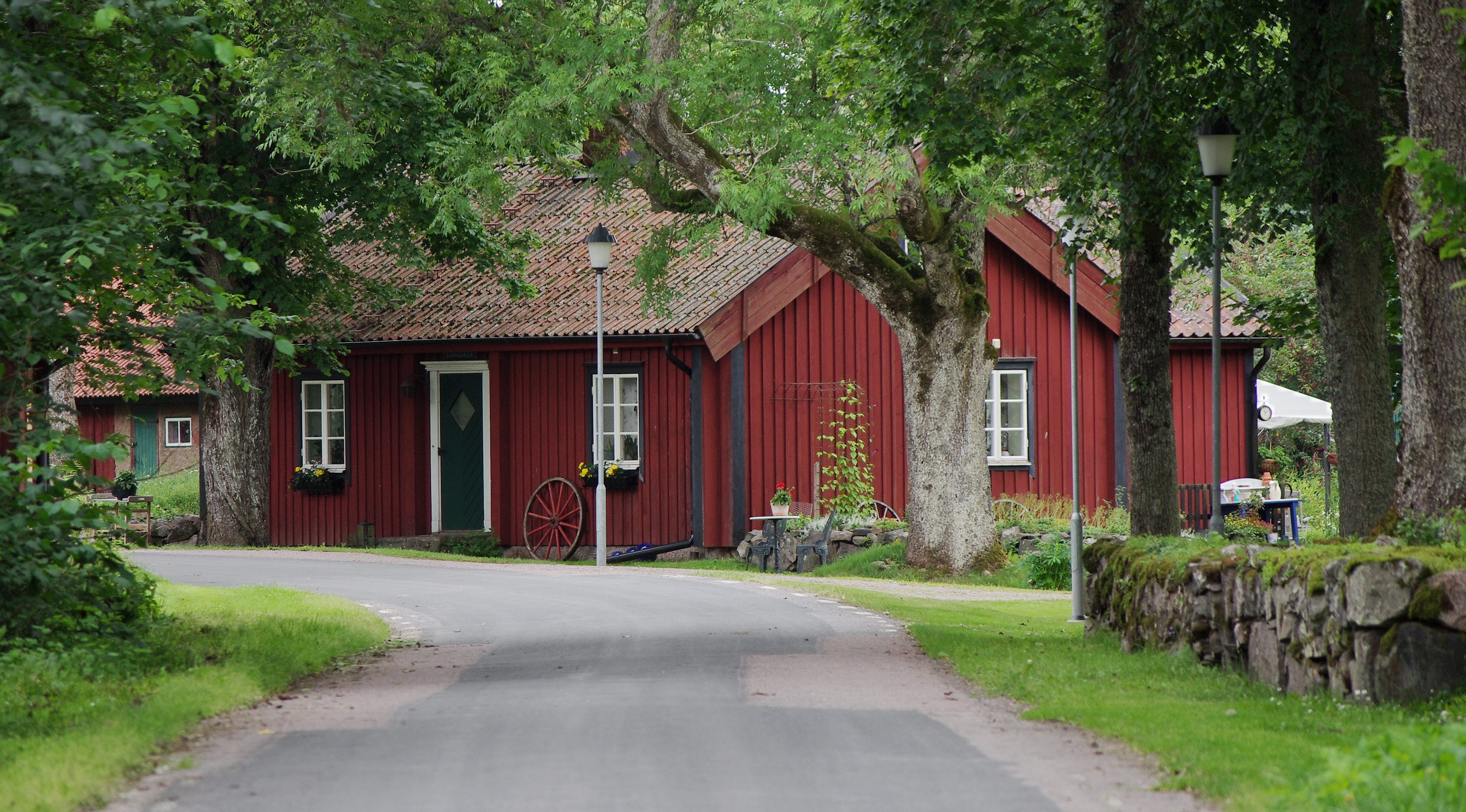
Radbyn

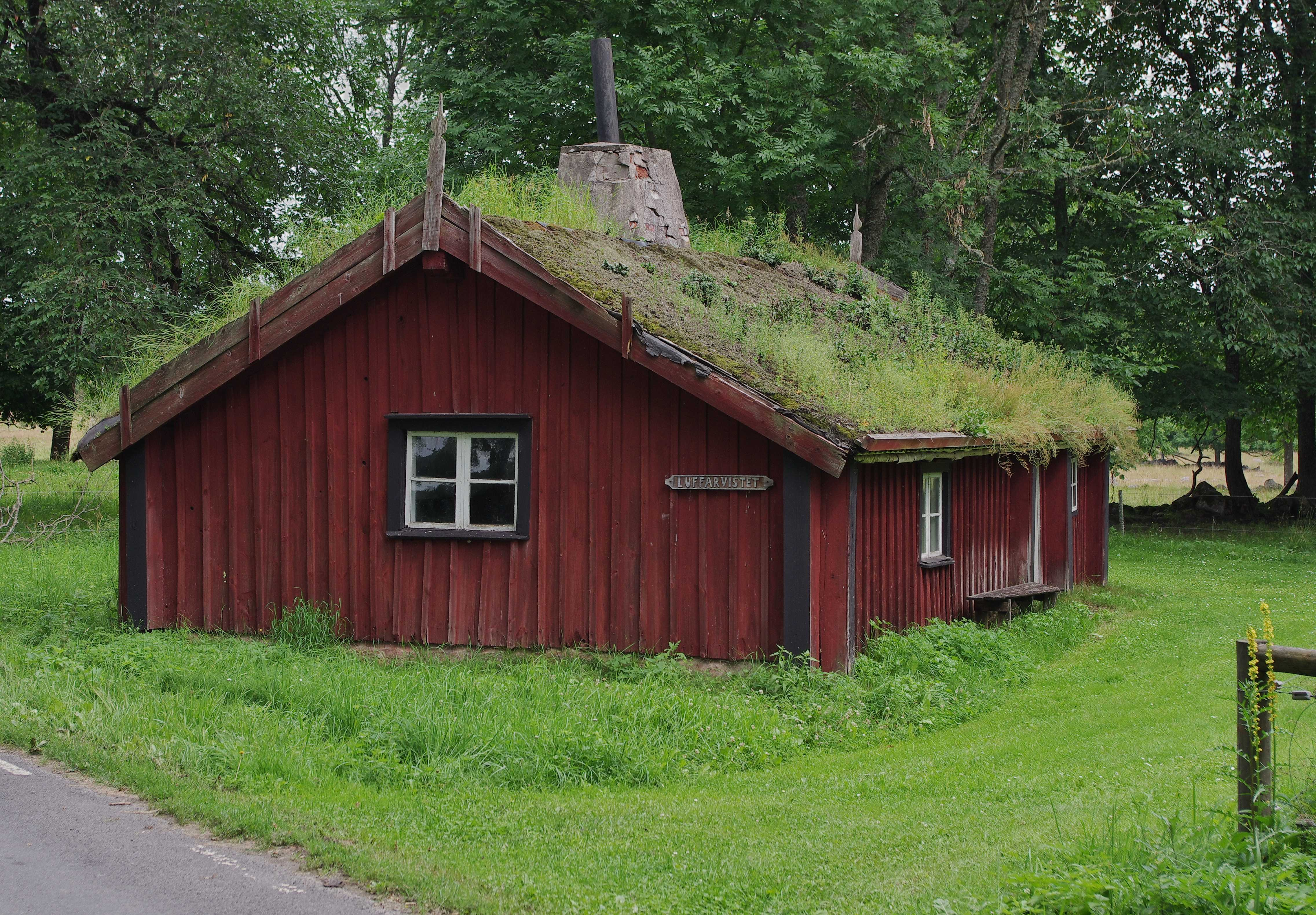
Luffarvistet

Hömb är en radby och kyrkbyn i Hömbs socken i Tidaholms kommun, cirka 1 kilometer nordost om Kavlås slott och ca 300 meter öster om Ösan. I byns norra del finns Hömbs kyrka. 
Hömb omnämndes för första gången 1542, alltså under Gustav Vasas tid, men byn är troligtvis betydligt äldre än så. Från 1623 har byn tillhört Kavlås. Hömb var ursprunglig en klungby, men omvandlades till en radby i början av 1800-talet, då boningshusen flyttades till sitt nuvarande läge. Den så kallade Luffarstugan (en före detta fattigstuga, som efter 1918 användes som luffarviste) ligger dock troligtvis kvar på sitt ursprungliga läge. 1908-1960 fanns en skola i byn och det gamla skolhuset står fortfarande kvar. 